# 奥德尔茨豪森
奥德尔茨豪森是德国巴伐利亚州的一个市镇。总面积30.45平方公里，总人口4349人，其中男性2179人，女性2170人（2011年12月31日），人口密度143人/平方公里。